# Niek Kimmann
Niek Kimmann (Hardenberg, 20 de maio de 1996) é um ciclista neerlandês.
Kimmann é três vezes campeão mundial, uma vez campeão europeu, três vezes campeão holandês e duas vezes campeão mundial de supercross. Ele conquistou a medalha de ouro na corrida BMX nos Jogos Olímpicos de 2020 em Tóquio. A família Kimmann tem uma pista de BMX coberta em um depósito em sua fazenda, que usam para treinar e gravar vídeos para o YouTube.